# Isabel Ellie Knaggs
Pour les articles homonymes, voir Knaggs.
Isabel Ellie Knaggs (2 août 1893 - 29 novembre 1980) est une cristallographe née en Afrique du Sud. Elle a fait ses études et travaillé au Royaume-Uni. Elle a travaillé avec Kathleen Lonsdale sur la structure cristalline du benzile.

## Enfance et formation
Knaggs est née à Durban. Elle a fréquenté la North London Collegiate School et a ensuite fréquenté le Bedford College de Londres. En 1913, Knaggs rejoint le Girton College de l'université de Cambridge pour étudier la chimie. Elle a étudié avec William Pope sur la détermination des structures cristallines. Arthur Hutchinson (en) l'a nommée assistante de recherche. Elle a été élue membre de la Société géologique de Londres en 1921,. Elle a terminé son doctorat, avec une thèse intitulée The Relation between the Crystal Structure and Constitution of Carbon Compounds, with Special Reference to Simple Substitution Products of Methane, en 1923 à l'Imperial College de Londres,. Pendant son doctorat, Knaggs est restée démonstratrice en géologie au Bedford College de Londres.

## Recherches
En 1925, elle a reçu une bourse Hertha Ayrton de deux ans pour rejoindre la Royal Institution. Knaggs a travaillé avec William Henry Bragg et Kathleen Lonsdale,. Elle s'est penchée sur la réflexion diffuse des rayons X des monocristaux. Elle a obtenu un poste permanent en 1927. Elle a déterminé la structure cristalline du triazide cyanurique (en),,.
Knaggs a co-écrit Tables of Cubic Crystal Structures avec Berta Karlik et Constance Elam en 1932. Elle a été conseillère chez Burroughs Wellcome (aujourd'hui GlaxoSmithKline ). À sa retraite, Knaggs a été élue scientifique invitée à la Royal Institution.

## Vie privée
En 1979, Knaggs a déménagé en Australie. Le 29 novembre 1980, Knaggs est décédé à Sydney, en Australie.